# Веймарк, Хеннинг
А́вгуст Хе́ннинг Ве́ймарк (швед. August Henning Weimarck; 1903—1980) — шведский ботаник-флорист, путешествовавший по Африке.

## Биография
Родился Хеннинг Веймарк 22 мая 1903 года. С 1924 года учился в Лундском университете, в 1928 году окончил его со степенью бакалавра, в 1930 году стал магистром. С 1928 года работал ассистентом в Лундском ботаническом музее.
В 1930—1931 годах Веймарк, Тор Фрис и Тихо Норлинд вместе путешествовали по Южной Африки и Родезии, собрав порядка 5400 образцов растений. Вернувшись в Лунд, в 1933 году Веймарк стал лиценциатом философии, в 1935 году получил степень доктора. Также с 1935 года он преподавал в Лунде в звании доцента.
В 1943 году Веймарк некоторое время был временным профессором. С 1945 по 1949 год он был куратором ботанического музея. Некоторое время возглавлял Гётеборгский ботанический сад. С 1950 года Хеннинг Веймарк являлся профессором ботаники Лундского университета.
В 1969 году Август Хеннинг Веймарк ушёл на пенсию. Скончался 12 июня 1980 года.

## Некоторые научные публикации
- Weimarck, H. Monograph of the genus Cliffortia. — Lund, 1934. — 229 p.
- Weimarck, H. Monograph of the genus Aristea. — Lund, 1940. — 140 p.
- Weimarck, H. Skånes Flora. — Lund, 1963. — 721 p.

## Виды, названные в честь Х. Веймарка
- Cliffortia weimarckii C.Whitehouse, 2007
- Commelina weimarckiana Norl., 1948 [= Commelina eckloniana Kunth, 1843]